# Коврай (Золотоношский район)
Ковра́й (укр. Коврай)  — село в Золотоношском районе Черкасской области Украины, административный центр Коврайского сельского совета.

## География
Село расположено на реке Ковраец, в 19 км северо-западнее районного центра — города Золотоноша и в 22 км от железнодорожной станции Гладковщина.

## История
Село возникло в первой четверти XVIII века. Его основал переяславский полковник Степан Томара, купив земли в Гельмязевский сотни. Сначала Коврай был невелик. В 1731 году Василий Томара владел здесь всего лишь 35 дворами.
С 1754 по 1759 годы в Коврае жил философ-просветитель Григорий Саввич Сковорода, который был учителем у Василия Томары — сына помещика Степана Томары. Здесь он написал ряд стихотворений в свой знаменитый сборник «Сад божественных песен», заложил основы своих философской и педагогической систем. В селе установлен бюст мыслителя, открыта мемориальная доска на здании школы, в 1972 году заложены естественно-исторический комплекс «Памятник садово-паркового искусства им. Г. С. Сковороды», площадью 14,3 га. Сохранился погреб времен Сковороды на территории бывшего имения Томары.
С 1779 года в селе Николаевская церковь
Коврай есть на карте 1800 года
В 1874 году была открыта земская начальная школа. В 1923 году на базе четырехлетней земской и трехлетней приходской школ создали семилетку.
На 1922 год в селе было 520 хозяйств, 2484 жителя.
В 1928 году создан TСОЗ, организаторами и руководителями которого стали М. Ю. Москаленко и И. П. Резник.
Во время голода 1932—1933 годов в селе умерло около 300 человек.
В годы Великой Отечественной войны, в час оккупации, 26 активистов были расстреляны в гестапо, много ребят вывезено на каторгу в Германию. 532 односельчанина участвовали в войне, 160 награждены боевыми орденами и медалями, 275 погибли. Их имена выбиты на обелиске Славы, установленном в центре села в 1960 году.
Скорее всего Коврай Второй выделился из Коврая в 1992 году, на картах ранее 1992 года и этого года его нет, несмотря на крупный масштаб, до 1945 года был Коврай-Левада, совпадающий по координатам, в то же время была присоединена Дубина, которая тоже впоследствии вошла в Коврай Второй.
После в отвоеванном селе возродились колхозы «Дружба» в селе Коврай и им. Шевченко на хуторе Леонивщина, которые в 1965 году объединились в один колхоз «Слава». По колхозом было закреплено 4500 га сельскохозяйственных угодий, в том числе 4,3 тысячи га пахотной земли. Хозяйство выращивало зерновые культуры, было развито животноводство.
С 1958 года в селе действовала восьмилетняя школа, с 1990 года — средняя. С января 2003 года среднюю школу реорганизовали в учебно-воспитательный комплекс «Коврайская ООШ I—III ступеней — дошкольное заведение».
На 1972 год в селе проживало 2076 человек, работали клуб на 150 мест, библиотека с фондом 19 500 книг, роддом, фельдшерско-акушерский пункт, детские ясли.
В селе родился Герой Советского Союза Василий Педько.
В селе родился академик НА аграрных наук Украины, лауреат Гос. премии Украины (1992 г.) Лисовой Михаил Павлович.